# Gol-Cha!
《Gol-Cha!》는 대한민국의 남성 음악 그룹 골든차일드의 데뷔 음반이다. 2017년 8월 28일에 발매되었다.

## 제작
2017년 7월 25일 울림 엔터테인먼트는 골든차일드의 데뷔를 8월 내 진행하는 것을 확정하였다. 8월 3일 자정 골든차일드는 티저 영상을 공개하며 데뷔 앨범의 발매일을 공개하며, 한 달간 프로모션 일정을 가질 것을 밝혔다. 8월 4일 골든차일드는 오프닝 티저 이미지를 공개하였다. 8월 7일 골든차일드는 멤버 Y와 최보민을 시작으로 8월 8일 멤버 봉재현과 김동현, 8월 9일 멤버 박재석과 배승민, 8월 10일 멤버 TAG과 홍주찬, 8월 11일 멤버 이대열과 이장준, 김지범의 의 컨셉트 티저 영상과 이미지를 순차적으로 공개한 뒤, 8월 14일 단체 티저 이미지를 공개하였다. 8월 19일 골든차일드는 데뷔 앨범 《Gol-Cha!》의 앨범 커버를 공개하였다. 8월 21일 골든차일드는 데뷔 앨범 《Gol-Cha!》의 프로모션 일정을 공개한 뒤, 8월 22일 앨범 트랙리스트, 8월 23일 타이틀곡 <담다디>의 뮤직비디오 티저, 8월 24일 뮤직비디오 2차 티저, 8월 25일 앨범 프리뷰 영상을 순차적으로 공개하였다. 8월 28일 골든차일드는 앨범 발매에 앞서 서울특별시 용산구 한남동 블루스퀘어에서 미디어 쇼케이스를 진행한 뒤, 같은 날 오후 6시 데뷔 앨범 《Gol-Cha!》를 발매하였다.

## 트랙리스트
| #  | 제목               | 작사                                   | 작곡                      | 편곡                      | 재생 시간 |
| -- | ------------------ | -------------------------------------- | ------------------------- | ------------------------- | --------- |
| 1. | 〈Gol-Cha!〉       |                                        | J. Yoon                   | J. Yoon                   | 1:04      |
| 2. | 〈담다디〉         | 예아나이스, Gavin, JayJay, 이장준, TAG | 예아나이스, Gavin, JayJay | 예아나이스, Gavin, JayJay | 3:22      |
| 3. | 〈나랑 해〉        | 심은지, 라파엘, 크록                   | 심은지, 라파엘            | 심은지, 라파엘            | 3:30      |
| 4. | 〈내 눈을 의심해〉 | 1Take, TAK                             | 1Take, TAK                | 1Take, TAK                | 3:24      |
| 5. | 〈네가 너무 좋아〉 | ESBEE, 리시, Stereo14, 이장준, TAG     | ESBEE, 리시, Stereo14     | ESBEE, 리시, Stereo14     | 3:05      |
| 6. | 〈SEA〉            | Razer, 문설리, 이장준, TAG             | Razer                     | Razer                     | 3:25      |

## 평가
《아이돌로지》의 김윤하는 "푸르고 드넓게 펼쳐진 하늘과 벌판 위를 11명의 소년이 힘차게 뛰어 가로지른다. 이런 건 도무지 외면하거나 싫어할 도리가 없다. 심지어 그 의지가 이토록 굳다면."이라며 평가하였고, 조동민은 "동류의 보이그룹들에겐 없는 무해한 에너지가 강점으로 작용할 듯하다. 밴드 사운드에 어울리는 쨍한 보컬과 자칫 부담스러울 수도 있었던 진행을 중간중간 중화해주는 여리고 부드러운 보컬이 병치되어 있어 듣는 것만으로도 충분한 즐거움을 준다."며 평가하였고 음악 그룹 굿데이의 데뷔 앨범과 함께 이 주의 디스커버리 음반으로 선정하였다.

## 차트 성적
음반 부문에서는 가온 앨범 차트 주간 3위, 월간 18위를 기록하였다.